# Concert per a llaüt en re major (Vivaldi)
El Concert per a llaüt en re major, RV 93, d'Antonio Vivaldi, és una de les quatre obres seves que tenen el llaüt com a instrument solista. Vivaldi va compondre aquest concert probablement en la dècada del 1730 a Bohèmia; en aquest període també va escriure dues de les altres obres per a llaüt: les sonates en trio per violí i llaüt en sol menor (RV 63) i en do major (RV 85). El manuscrit autògraf és a la Biblioteca Nacional de Torí, Itàlia.

## Moviments
El concert consta de tres moviments i dura aproximadament 10'22:
1. Allegro
2. Largo
3. Allegro

El primer moviment és en un tempo ràpid i comença amb un ritornello interpretat pels violins i després repetit pel llaüt solista. Segons el crític B. Robins, el ritornello contrasta amb un tema inicial divertit que presenta un motiu més líric en el mode menor. El solista fa servir al mateix material musical, que van alternant el solista i la corda. El moviment consta de diverses seccions i gairebé sempre incorporen una part de la melodia del ritornello. El segon moviment també consisteix en diverses seccions, i és una meditació reflexiva del solista amb un acompanyament sostingut del violí i el baix en pizzicato. Cal destacar un canvi exquisidament senzill de la mètrica ternària a la binària. El moviment final torna a ser ràpid, un retorns a l'esperit del primer moviment, però en compàs 6/8, i té un cert caràcter de tarantel·la." L'obra explora principalment el registre agut del llaüt; les parts de llaüt són molt harmòniques i realitza principalment arpegis. La peça també inclou parts importants per als violins.

## Enregistraments
Ben Salfield és un del pocs intèrprets de llaüt que toca aquest concert regularment. Aquesta obra sovint es toca en versions per a guitarra i també per mandolina. El guitarrista Steve Howe del grup de rock Yes va interpretar el segon moviment amb la guitarra afegint-hi improvisacions; l'enregistrament en viu apareix a l'àlbum, Symphonic Live. També hi ha enregistraments de solistes clàssics, com John Williams.
L'any 2014, el Concert per a llaüt de Vivaldi fa assolir la posició 78 en el llistat de "Classic 100 Baroque and Before (ABC)" de l'emissora australiana ABC Classic FM. El 2007, aconseguí el lloc 75 en el llistat "Classic 100 concerto (ABC)" de la mateixa emissora de ràdio.